# Боклер, Уильям, 9-й герцог Сент-Олбанс
Уильям Боклер (англ. William Beauclerk; 24 марта 1801 — 27 мая 1849, Лондон, Великобритания) — английский аристократ, 9-й герцог Сент-Олбанс, 9-й граф Бёрфорд, 9-й барон Хеддингтон и 6-й барон Вер из Хэмворта с 1825 года, сын Уильяма Боклера, 8-го герцога Сент-Олбанса, и Марии Джанетты Нелторп. Получил известность как игрок в крикет.
В 1827 году герцог женился на 50-летней актрисе и вдове банкира Гарриет Меллон. После её смерти (1837) он вступил во второй брак — с Элизабет Губбинс, дочерью генерал-майора Джозефа Губбинса. Вторая жена родила сына Уильяма (1840—1898), ставшего 10-м герцогом Сент-Олбансом, и двух дочерей: Диану (1842—1905), жену сэра Джона Хаддлстона, и Шарлотту (1849 — ?), жену Лайонела Гарсайда.